# Anadyrsk

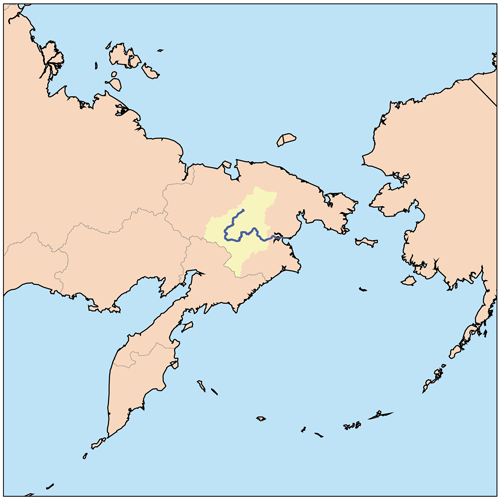
Anadyrsk si trovava approssimativamente nel punto dove il fiume Anadyr curva verso est

Anadyrsk fu un importante insediamento fortificato russo nell'Estremo Oriente siberiano, situato sul fiume Anadyr', vicino a dove sorge oggi Markovo.

## Storia
La data di fondazione di Anadyrsk risale al 1649, quando Semën Dežnëv costruì un zimov'ye (quartieri invernali) dopo aver fatto naufragio sulla costa pacifica l'anno precedente. Un anno dopo Michail Staduchin e Semën Motora stabilirono il principale tracciato russo dall'Artico al Pacifico per i successivi anni. 
Nel 1659 Kurbat Ivanov prese il posto dei precedenti occupanti e costruì una palizzata difensiva, oltre ad introdurre considerevoli miglioramenti nell'amministrazione. Nel 1697, circa, Anadyrsk fu il punto di partenza della conquista del Kamčatka per mano di Vladimir Atlasov ma con l'apertura della via marittima tramite Ochotsk (avvenuta nel 1718) l'importanza dell'insediamento diminuì considerevolmente; questo, unito all'impossibilità di sottomettere definitivamente i čukči ed ai costi di gestione (data la bellicosità degli indigeni, Anadyrsk arrivò ad avere una guarnigione di 600 uomini ed una batteria di artiglieria), portò il governo di Caterina II a decretarne l'abbandono nel 1764. Quando nel 1866 venne visitato da George Kennan (in quel momento il secondo straniero a memoria d'uomo a farlo) il sito consisteva di quattro villaggi distanti tra loro anche diversi chilometri e con una popolazione totale di circa 200 abitanti: Markovo, Pokorukov, Psolkin e Krepost. Il centro di Anadyrsk, Krepost (che, come suggerisce il nome stesso, era il forte) si trovava sulla riva a circa 9 metri sul livello del fiume, e consisteva di una dozzina di capanne di tronchi, senza nessuna traccia visibile delle vecchie fortificazioni.